# Die Adern der Welt
Die Adern der Welt ist ein Filmdrama von Byambasuren Davaa, das im Februar 2020 bei den Filmfestspielen in Berlin seine internationale Premiere feierte und am 29. Juli 2021 in die deutschen Kinos kam.

## Handlung
Der 11-jährige Amra wächst inmitten der mongolischen Steppe in einer traditionellen Nomandengemeinschaft auf. Ihre Lebensweise wird von den Plänen internationaler Bergbauunternehmen bedroht. Sein Vater wehrt sich gegen die Umsiedlung der Nomadenfamilien. Er fährt Amra morgens zur Schule, und abends hilft ihm der Junge, die Herde mit Ziegen und Schafen zu hüten. 
Öfter schaut Amra mit seinen gleichaltrigen Freunden YouTube-Videos. Er träumt davon, einmal in seinem Leben bei Mongolia's Got Talent  aufzutreten.

## Produktion
Regie führte Byambasuren Davaa, die auch das Drehbuch schrieb. Es handelt sich um Byambasurens Spielfilmdebüt. Zuvor drehte sie die Dokumentarfilme The Cave of the Yellow Dog und Two Horses of Genghis Khan, die auch von der nomadischen Gemeinschaft der Mongolei erzählen. Sie war im Jahr 2000 nach München gekommen und hatte dort an der Hochschule für Film und Fernsehen Dokumentarfilmregie studiert. Für ihren Dokumentarfilm Die Geschichte vom weinenden Kamel aus dem Jahr 2004 erhielt sie eine Nominierung für den Oscar. Auch in diesem Film beschäftigte sie sich mit den Traditionen ihrer Heimat.

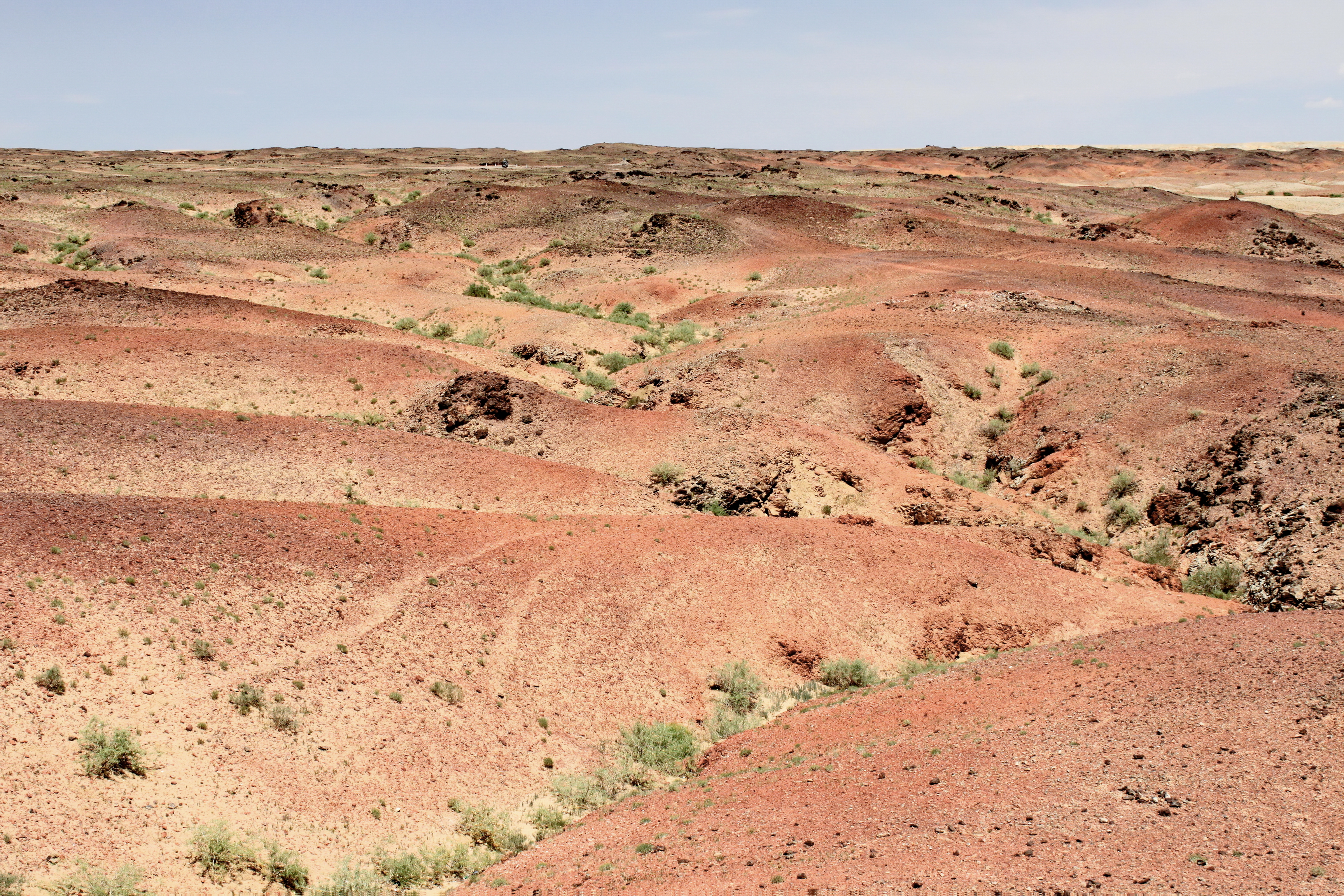
Gedreht wurde in der Wüste Gobi

Die Adern der Welt erhielt von der Filmförderungsanstalt eine Produktionsförderung in Höhe von 200.000 Euro. Die Beauftragte der Bundesregierung für Kultur und Medien gewährte eine Verleihförderung in Höhe von 50.000 Euro. Gedreht wurde in der Wüste Gobi. Als Kameramann fungierte der aus dem Libanon stammende Talal Khoury.
Die Filmmusik komponierten der deutsche Jazzmusiker Jan Miserre und der Saxophonist John Gürtler.
Die Premiere des Films erfolgte am 23. Februar 2020 bei den Filmfestspielen in Berlin, wo er in der Sektion Generation Kplus gezeigt wurde. Die Rechte am Film sicherte sich Magnolia. Den internationalen Vertrieb übernahm Global Screen. Im April 2021 wurde er beim Seattle International Film Festival vorgestellt. Der Kinostart in Deutschland erfolgte am 29. Juli 2021.

## Rezeption

### Kritiken
Thomas Volkmann, Filmkorrespondent der Gilde deutscher Filmkunsttheater, schreibt, wie nicht anders zu erwarten, liefere auch dieser Film von Byambasuren Davaa wieder fantastische Bilder einer großartigen Landschaft. Dass der Aufruf zur Casting-Teilnahme offiziell über Schulen erfolgt, als wäre dieses Unterhaltungsformat von staatlichem Interesse, mag verwundern, lasse sich aber leicht mit der Macht der Medien, der Faszination des Fernsehens und der Tatsache, dass Kinder eben Träume haben, erklären, so Volkmann. Im Zusammenhang mit dem Film verweist er auf den im Oktober 2019 in den Kinos gestarteten Dokumentarfilm Im Berg dahuim über Alpbergbauern im Allgäu, der beschreibt, wie durch den Klimawandel die Alpbewirtschaftung vor neue Herausforderungen und die Bergbauern vor die Zukunftsfrage gestellt werden. Auch diese Doku zeige, welche Freude Kinder an einem naturnahen Leben haben, wie Amra in der Mongolei.
Britta Schmeis von epd Film bemerkt, manchmal wirke der Film ein wenig zu bedeutungsschwer und schablonenhaft, wenn er vom Alltag eines Zwölfjährigen erzählt, der in Teilen so ganz anders und dann doch wieder dem Bild europäischer Jugendlicher sehr ähnlich ist. Dennoch eröffne er einen Blick in eine ferne Lebenswirklichkeit und sensibilisiert für den Umgang mit anderen Kulturen und deren Lebenswelten.
Von der Deutschen Film- und Medienbewertung wurde Die Adern der Welt mit dem Prädikat Besonders wertvoll versehen. In der Begründung heißt es, mit toll gezeichneten Charakteren, gelungenen Dialogen und fühlbarer Bescheidenheit hebe sich der Film positiv vom durchschnittlichen Filmeinerlei ab. Sogar die Synchronisierung wirkte auf die Jury gelungen, was nicht selbstverständlich sei. Durchweg habe Regisseurin Byambasuren auf hervorragende Schauspieler zurückgreifen können, die mit ihrem nahezu selbstverständlichen Spiel mit dazu beigetragen haben, Die Adern der Welt zu einem wirklich sehenswerten Film aus einem fast noch unbekannten Teil der Erde werden zu lassen.

### Einsatz im Unterricht
Vision Kino empfiehlt den Film ab der vierten Klasse für die Unterrichtsfächer Deutsch, Ethik/Religion, Sachkunde, Sozialkunde, Lebenskunde und Erdkunde und bietet Material hierfür. Im Herbst 2021 wird er im Rahmen der SchulKinoWochen gezeigt, unter anderem in Berlin.

### Auszeichnungen
Die Adern der Welt wurde von der Mongolei als Beitrag für die Oscarverleihung 2021 in der Kategorie Bester Internationaler Film eingereicht. Bereits Byambasurens Filmdebüt Die Geschichte vom weinenden Kamel war für einen Oscar nominiert, damals in der Kategorie Bester Dokumentarfilm. Im Folgenden eine Auswahl weiterer Nominierungen.
Deutscher Filmpreis 2021
- Auszeichnung als Bester Kinderfilm

Festival des deutschen Films 2021
- Nominierung für den Rheingold-Publikumspreis[14]

Internationale Filmfestspiele Berlin 2020
- Nominierung als Bester Film in der Sektion Generation Kplus

Preis der deutschen Filmkritik 2022
- Nominierung als Bester Kinderfilm (Byambasuren Davaa)[15]